# Bodas de sangre (película de 1981)
Bodas de sangre es una película española dirigida por Carlos Saura. Es la primera parte de la trilogía sobre el flamenco de este director y es la adaptación cinematográfica del ballet Crónica del suceso de bodas de sangre (1974) de Antonio Gades, a su vez basado en la tragedia homónima de Federico García Lorca.

## Argumento
El cuerpo humano utiliza el lenguaje de la danza para contar la simple historia de un amor maldito. El ballet, lejos de ser una herramienta casual de comunicación, lleva consigo un montón de presunciones con respecto al amor y la muerte, al pecado y el castigo.
La trama de la historia es sencilla: una novia escapa con su amante en el día de su boda. El novio sigue a los dos amantes y tiene lugar una pelea de navajas. Los rivales se apuñalan mutuamente y la única boda que se lleva a cabo es el enlace de sus destinos en la muerte. Una boda de sangre.
Además de la belleza extraordinaria de la danza expresada por parte de los cuerpos de los bailarines al ritmo del flamenco, la película va más allá al explorar y analizar este tipo de pensamientos respecto a un tema tan controversial como lo es un amor pecaminoso.

## Personajes
- El padre:
- Leonardo: Antonio Gades
- La novia: Cristina Hoyos
- El novio: Juan Antonio Jiménez
- La madre: Pilar Cárdenas
- La mujer: Carmen Villena
- La mujer que canta 'La nana': Marisol, también conocida como Pepa Flores.
- El hombre que canta 'Ay mi sombrero": Pepe Blanco
- Invitados a la boda: 
  - El Güito
  - Lario Díaz
  - Enrique Esteve
  - Elvira Andrés
  - Azucena Flores
  - Cristina Gombáu
  - Marisa Neila
  - Antonio Quintana
  - Quico Franco
  - Candy Román
- Guitarristas:
  - Emilio de Diego
  - Antonio Solera

Los Cantaores:
- José Mercé
- Gómez de Jerez
- Pepe Blanco

## Comentarios
La primera incursión de Carlos Saura en el género musical culminó siendo un gran éxito. La película se centra en el ensayo general de la compañía de baile de Antonio Gades basado en la obra de Federico García Lorca Bodas de Sangre, y la representación final. Fue la primera colaboración entre dos de los mayores nombres de la cultura española, Saura y Gades.
La película está dedicada a la actriz Emma Penella porque su insistencia a su marido, el productor Emliano Piedra, hizo posible esta versión cinematográfica de Saura del espectáculo de Gades: Crónica del suceso de bodas de sangre (1974).

## Premios
37.ª edición de las Medallas del Círculo de Escritores Cinematográficos
| Categoría        | Premiado        | Resultado |
| ---------------- | --------------- | --------- |
| Mejor película   | Bodas de sangre | Ganadora  |
| Mejor fotografía | Teo Escamilla   | Ganador   |